# راندال رايت
راندال رايت هو اقتصادي كندي، ولد في 4 أغسطس 1956 في وينيبيغ في كندا.